# تود مكارثي
تود مكارثي (بالإنجليزية: Todd McCarthy)‏ هو ناقد سينمائي وصحفي وكاتب سيناريو أمريكي، ولد في 16 فبراير 1950 في الولايات المتحدة.

## وصلات خارجية
- تود مكارثي على موقع IMDb (الإنجليزية)
- تود مكارثي على موقع ميتاكريتيك (الإنجليزية)
- تود مكارثي على موقع ميتاكريتيك (الإنجليزية)
- تود مكارثي على موقع روتن توميتوز (الإنجليزية)
- تود مكارثي على موقع روتن توميتوز (الإنجليزية)
- تود مكارثي على موقع ألو سيني (الفرنسية)
- تود مكارثي على موقع أول موفي (الإنجليزية)
- تود مكارثي على موقع قاعدة بيانات الفيلم (الإنجليزية)
- تود مكارثي على موقع كينوبويسك (الروسية)